# Poul Nielson
Poul Nielson (Copenhaguen, Dinamarca 1943) és un polític danès que fou ministre al seu país i membre de la Comissió Prodi entre 1999 i 2004.

## Biografia
Va néixer l'11 d'abril de 1943 a la ciutat de Copenhaguen. Va estudiar ciències polítiques a la Universitat d'Århus, en la qual es graduà el 1972.

## Activitat política
Membre del Partit Socialdemòcrata de Dinamarca (PD), l'octubre de 1979 fou nomenat, per part del primer Ministre de Dinamarca Anker Jørgensen, Ministre d'Energia, càrrec que va mantenir fins al setembre de 1982. Posteriorment fou nomenat el setembre de l'any 1994 Ministre de Cooperació i Desenvolupament per part del primer ministre Poul Nyrup Rasmussen, càrrec que va mantenir fins al juliol de 1999.
Abandonà la política nacional per esdevenir membre de la Comissió Prodi, en la qual fou nomenat el setembre de 1999 Comissari Europeu de Desenvolupament i Ajuda Humanitària, càrrec que va compartir amb Joe Borg a partir del maig de 2004 i que va mantenir fins al novembre del mateix any.